# سلوبودان جيفوجينوفيتش
سلوبودان جيفوجينوفيتش (بالصربية: Слободан Живојиновић) مواليد 23 يوليو 1963 في بلغراد، جمهورية صربيا الاشتراكية، جمهورية يوغوسلافيا الاشتراكية الاتحادية، كان لاعب كرة مضرب صربي بدأ مسيرته كمحترف سنة 1981 وكان يلعب باليد اليمنى، اعتزل اللعب في 1992. كما أنه أحد أبطال الجراند سلام. أعلى تصنيف له في الفردي كان المركز الـ 19 في سنة 1987. سبق أن شارك في دورة الألعاب الأولمبية الصيفية.

## بطولات حققها
- دورة رولان غاروس الدولية
- بطولة ويمبلدون
- بطولة أستراليا المفتوحة للتنس
- بطولة أمريكا المفتوحة للتنس

## روابط خارجية
- سلوبودان جيفوجينوفيتش على موقع رابطة محترفي التنس (الإنجليزية)
- سلوبودان جيفوجينوفيتش على موقع الاتحاد الدولي لكرة المضرب (الإنجليزية)
- سلوبودان جيفوجينوفيتش على موقع كأس ديفيز (الإنجليزية)
- سلوبودان جيفوجينوفيتش على موقع خلاصة التنس.كوم (الإنجليزية)
- سلوبودان جيفوجينوفيتش على موقع اللجنة الأولمبية الدولية (الإنجليزية)
- سلوبودان جيفوجينوفيتش على موقع أوليمبيديا (الإنجليزية)